# So Much Love To Give
So Much Love To Give es el segundo y último sencillo del grupo de French House Together. 

## Producción
La canción contiene un sample de un tema de la banda The Real Thing llamada "Love's Such A Wonderful Thing", que se repite a lo largo de toda la canción.